# Liste von Kunstwerken im öffentlichen Raum in Sonsbeck
Die Liste von Kunstwerken im öffentlichen Raum in Sonsbeck gibt einen Überblick über Kunst im öffentlichen Raum, unter anderem Skulpturen, Plastiken, Landmarken und andere Kunstwerke in Sonsbeck, Kreis Wesel. Es besteht kein Anspruch auf Vollständigkeit.

## Kunstwerke in Sonsbeck
| Bezeichnung                      | Standort                                       | Koordinate                      | errichtet | Künstler             | Anmerkungen                                                          | Bild |
| -------------------------------- | ---------------------------------------------- | ------------------------------- | --------- | -------------------- | -------------------------------------------------------------------- | ---- |
| Schweinemarktbrunnen             | Vorplatz Rathaus Sonsbeck                      | 51° 36′ 41,1″ N, 6° 22′ 27″ O   | 1991      | Bonifatius Stirnberg | Bronze.                                                              |      |
| Pestdenkmal                      | Mühlensteg, Nähe Gommansche Mühle / Rathaus    | 51° 36′ 39,6″ N, 6° 22′ 19,6″ O | 2000      | Bruno Lange          | Bronzeguss auf Sandsteinsockel, Größe: 90 × 70 × 40 cm (ohne Sockel) |      |
| Antoniusbrunnen                  | Dorfplatz Hamb, gegenüber Kirche und Pfarrhaus | 51° 34′ 12,4″ N, 6° 23′ 21,3″ O |           |                      | Bronze                                                               |      |
| Labbecker Brunnen (Hasenbrunnen) | Labbeck, Dorfplatz, Marienbaumerstraße 68      | 51° 38′ 41,5″ N, 6° 22′ 48,1″ O | 2008      | Reiner Weber         |                                                                      |      |
| Pestkreuz                        | Labbeck, Marienbaumerstraße                    | 51° 38′ 59,1″ N, 6° 22′ 31,8″ O | 1628      |                      | Stein                                                                |      |